# Tachina praeceps
Espèce
Tachina praeceps est une espèce d'insectes diptères brachycères de la famille des Tachinidae du genre Tachina qui peut être trouvée dans des pays européens tels que l'Autriche, la Bulgarie, la République tchèque, la France, l'Allemagne, la Grèce (dont la Crète), la Hongrie, l'Italie, Malte, la Moldavie, la Pologne, la Roumanie, la Russie, la Slovaquie, l'Espagne, la Suisse, l'Ukraine, et tous les États de l'ex-Yougoslavie (à l'exception de la Bosnie-Herzégovine).